# گورستان ف ورزقان
گورستان ف ورزقان مربوط به هزاره اول قبل از میلاد است و در ۱ کیلومتری جنوب شرقی ورزقان واقع شده و این اثر در تاریخ ۲۸ شهریور ۱۳۸۶ با شمارهٔ ثبت ۱۹۵۷۰ به‌عنوان یکی از آثار ملی ایران به ثبت رسیده است.